# El mirall trencat
El mirall trencat (títol original en anglès: The Mirror Crack'd) és una pel·lícula britànica, dirigida per Guy Hamilton, estrenada l'any 1980. És una adaptació directa de la novel·la homònima d'Agatha Christie posant en escena la cèlebre detectiu Miss Marple. Ha estat doblada al català.

## Argument
Un equip de cinema i les seves estrelles s'instal·len en un tranquil poble anglès per rodar-hi una pel·lícula. Però un habitant de la localitat és assassinat en l'habitatge d'una estrella. Adaptació de la novel·la del mateix nom d'Agatha Christie, posant en escena la seva heroïna miss Marple.
En els anys 1950, pel rodatge d'una pel·lícula sobre la reina Maria Stuart, l'actriu envellida i depressiva Marina Gregg (Elizabeth Taylor) i el seu espòs, el director Jason Rudd (Rock Hudson), s'instal·len en el poble de St-Mary Mead i hi compren una superba propietat. Durant una festa a la qual han convidat els habitants del poble, entre els quals Miss Marple (Angela Lansbury), una admiradora de Marina Rudd és enverinada poc després d'haver parlat amb el seu ídol. Miss Marple, immobilitzada per una torçada, arriba tanmateix a descobrir la veritat.

## Repartiment
- Angela Lansbury: Miss Jane Marple
- Elizabeth Taylor: Marina Gregg-Rudd
- Rock Hudson: Jason Rudd
- Tony Curtis: Martin "Marty" N. Fenn
- Kim Novak: Lola Brewster
- Geraldine Chaplin: Ella Zelinsky
- Edward Fox: Inspector Dermot Craddock
- Charles Gray : Bates
- Richard Pearson : Doctor Haydock
- Wendy Morgan: Cherry
- Margaret Courtenay: Mrs. Bantry
- Marella Oppenheim: Margot Bence
- Maureen Bennett: Heather Babcock
- Carolyn Pickles: Miss Giles
- Charles Lloyd Pack: Vicar
- Pat Nye: Mayoress
- Pierce Brosnan: actor fent de Jamie (no surt als crèdits)

## Producció
Després de l'èxit internacional de la pel·lícula Mort al Nil de 1978, el productor John Brabourne decideix de realitzar una altra pel·lícula. Aquesta vegada vol adaptar tan fidelment com sigui possible una història de Miss Marple. Confia la realització a Guy Hamilton, quàdruple director de pel·lícules de James Bond. Després de Margaret Rutherford, el paper de Miss Marple cau aquesta vegada en Angela Lansbury, que serà més coneguda per la continuació pel seu paper de Jessica B. Fletcher en la sèrie S'ha escrit un crim.

## Curiositats de la pel·lícula
- Pierce Brosnan fa una aparició muda com a actor davant d'Elizabeth Taylor
- El repartiment prestigiós mostra Rock Hudson al costat d'Elizabeth Taylor, de qui era molt amic, refermant així la parella que havien interpretat vint anys abans a Gegant
- La pel·lícula respecta fidelment la intriga escrita per Agatha Christie i ofereix saboroses escenes en què el cinema de Hollywood ha passat al vidriol (les enganxades entre Elizabeth Taylor i Kim Novak)
- La història de Marina Gregg s'inspira en la de l'actriu Gene Tierney, que va donar a llum un nen discapacitat com a conseqüència d'una rubiola que havia contret durant el seu embaràs. Un dia una de les seves admiradores li explica que mentre que era en quarantena a causa de la rubiola, havia desafiat la prohibició amb la finalitat de trobar-se amb el seu ídol. Saber que la seva celebritat era la causa de la desgràcia més gran de la seva vida va fer caure Gene Tierney, ja fràgil, en la depressió; va ser internada durant diversos anys en un asil psiquiàtric.